# Sky (gastronomi)
 For alternative betydninger, se Sky. (Se også artikler, som begynder med Sky)
Sky (af fransk jus, udtales [sjy], (stivnet) kødsaft), er inden for kogekunsten en betegnelse på kødsaft, men også på et produkt, pålægssky, som hovedsagelig består af kødsaft og stivelse (typisk gelatine eller husblas).
Stegesky er kødsaft, som trækker ud af kødet under stegning, og den benyttes blandt andet til fremstilling af sovs.
Pålægssky benyttes typisk ikke som pålæg i sig selv, men for eksempel i dyrlægens natmad eller på rullepølse som ekstra komponent. Den fremtræder som en gelé af gelatine.
Pålægssky er noget særligt dansk, der ikke må forveksles med fx aspic, der er en lys gelé med kød, fisk el.lign. Dansk sky er mørkebrun og indeholder ikke fyld.